# 田代由紀男
田代 由紀男 （たしろ ゆきお、1916年4月15日 - 1997年8月22日）は日本の政治家。参議院議員（3期）。熊本県天草郡河浦町（現天草市）出身。東亜同文書院大学卒業。

## 経歴
- 1965年（昭和40年） - 自由民主党熊本県連幹事長
- 1977年（昭和52年） - 第11回参議院議員熊本県選挙区補欠選挙当選
- 1980年（昭和55年） - 第12回参議院議員通常選挙当選
- 1981年（昭和56年） - 人口と開発に関するアジア国会議員会議参加
- 1984年（昭和59年） - エネルギー対策特別委員会委員長
- 1986年（昭和61年） - 第14回参議院議員通常選挙当選
- 1992年（平成4年） - 秋の叙勲で勲二等瑞宝章受章[1]
- 1997年（平成9年） - 呼吸不全のため熊本県熊本市の病院で死去、81歳[2]。死没日をもって正四位に叙される[3]。

## 秘書
- 金子恭之（昭和59年 - 平成4年）